# شيغيلة نيوكاسلية
شيغيلة نيوكاسلية (بالإنجليزية: Shigella newcastle)‏ هو أحد أنواع البكتيريا التابع لجنس الشيغيلة ضمن شعبة المتقلبات.